# فارس القمر (مسلسل)
فارس القمر (بالإنجليزية: Moon Knight) هو مسلسل تلفزيوني أمريكي قصير من تأليف جيريمي سلاتر لخدمة البث ديزني+، وهو مبني على شخصية مارفل كومكس التي تحمل نفس الاسم.وهو المسلسل التلفزيوني السادس في عالم مارفل السينمائي (MCU) الذي تنتجه استوديوهات مارفل، ويشارك الإستمرارية مع أفلام السلسلة. يتتبع المسلسل مارك سبيكتور وستيفن غرانت، وهما نسختان لرجل مصاب باضطراب الهوية الانفصامية (DID)، حيث ينجذبان إلى لغز يتعلق بآلهة مصرية. يشغل سلاتر منصب كاتب السيناريو الرئيسي، بينما يقود محمد دياب فريق الإخراج.
يشارك أوسكار إسحاق في بطولة مارك سبيكتور / مون نايت وستيفن غرانت / السيد نايت، ويشارك في بطولته أيضاً مي القلماوي، وكريم الحكيم، وإف. موراي أبراهام، وإيثان هوك، وآن أكينجيرين، وديفيد جانلي، وخالد عبد الله، وجاسبارد أولييل، وأنطونيا صليب، وفرناندا أندرادي، وراي لوكاس، وصوفيا دانو، وسابا مبارك. أُعلن عن المسلسل في أغسطس 2019، وتم تعيين سلاتر في نوفمبر. وفي أكتوبر 2020، تم تعيين دياب لإخراج أربع حلقات، وانضم إليه الثنائي المخرج جاستن بنسون وآرون مورهد في يناير 2021 لإخراج الحلقتين الأخريين. وتم تأكيد أن إسحاق سيلعب دور البطولة في ذلك الوقت؛ حيث استخدم لهجات مختلفة للتمييز بين هويات سبيكتور المختلفة. واستمر التصوير من أبريل إلى أكتوبر 2021، بشكل أساسي في بودابست، بالإضافة إلى الأردن، سلوفينيا، وأتلانتا، جورجيا.
عُرض مسلسل "فارس القمر" لأول مرة في 30 مارس 2022، واستمر لست حلقات، وانتهى في 4 مايو. وهو جزء من المرحلة الرابعة من عالم مارفل السينمائي. وقد حظي المسلسل بمراجعات إيجابية، مع إشادة خاصة بالأداء (لا سيما أداء إسحاق، كالاماوي، وهوك)، والطابع الأكثر قتامة مقارنةً بمسلسلات عالم مارفل السينمائي السابقة، وتصويره لاضطراب الهوية الانفصالية.

## طاقم التمثيل
- أوسكار إسحاق في دور مارك سبيكتور / مون نايت، وستيفن غرانت / مستر نايت، وجيك لوكلي: رجل مصاب باضطراب الهوية الانفصامية (DID)، مارك سبيكتور هو مرتزق يهودي أمريكي يصبح تجسيدًا لإله القمر المصري خونشو ، ستيفن غرانت موظف بريطاني لطيف في متجر هدايا، يتحول إلى السيد نايت (شخصية غرانت عندما يصبح تجسيدًا لخونشو). أما جيك لوكلي هو البديل الثالث والأكثر قسوة.
- مي القلماوي في دور ليلى الفولي / الجعل القرمزي: عالمة آثار ومغامرة، وهي زوجة سبيكتور، وتعرف أنه فارس القمر. في الحلقة الأخيرة، أصبحت الفولي نسخة مارفل كوميكس من سكارليت سكاراب، الصورة الرمزية المؤقتة للإلهة المصرية تاوريت؛ تم الكشف عن هذا الاسم من قبل موقع مارفل بعد نهاية المسلسل.
- كريم الحكيم وف. موراي أبراهام في دور خونشو: إله القمر المصري، منبوذ بين الآلهة لشنه "حربًا إلهية على الظلم المزعوم"، مما استدعى منه البحث عن تجسيده، مارك سبيكتور، واستخدامه. قدّم الحكيم أداء الشخصية في موقع التصوير بينما أدّى إبراهام صوت الشخصية..
- إيثان هوك في دور آرثر هارو: متعصّب ديني وزعيم طائفة مرتبط بالإلهة المصرية أميت، يسعى إلى تحقيق العدالة والحكم بناءً على الجرائم المستقبلية. كان هارو هو الصورة الرمزية السابقة لخونشو قبل سبيكتور.
- آن أكينجرين في دور بوبي كينيدي، ضابط شرطة بريطاني وأحد أتباع عبادة هارو.
- ديفيد جانلي في دور بيلي فيتزجيرالد، ضابط شرطة بريطاني وأحد أتباع عبادة هارو.
- صوفيا دانو وسابا مبارك بدور أميت: إلهة الحكم المصرية المسجونة التي يخطط هارو لإطلاق سراحها لإصدار حكمها الاستباقي على البشرية جمعاء. تقدم دانو الأداء في موقع التصوير، بينما تؤدي مبارك صوت الشخصية.

## الحلقات
| ر. الإجمالي | العنوان                | المخرج                   | الكاتب                                                                           | تاريخ الإصدار الأصلي |
| --- | ---------------------- | ------------------------ | -------------------------------------------------------------------------------- | -------------------- |
| 1 | «مشكلة السمكة الذهبية» | محمد دياب                | جيريمي سلاتر                                                                     | 30 مارس 2022         |
| يعمل ستيفن غرانت في المعرض الوطني للفنون بلندن، حيث يأمل أن يصبح مرشدًا سياحيًا مستفيدًا من معرفته بمصر القديمة. بعد أن خلد إلى النوم ذات ليلة، يستيقظ في جبال الألب النمساوية ويشهد اجتماعًا لطائفة يقودها آرثر هارو، الذي يطالب بالجعران الذي بحوزة غرانت دون علمه. أثناء محاولته الهرب، يُصاب بنوبات إغماء متكررة ويسمع صوتًا غامضًا في رأسه قبل أن يستيقظ في منزله. يدرك غرانت أن يومين قد مرّا منذ أن خلد إلى النوم. يجد هاتفًا وبطاقة دخول مخفيتين في شقته، ويتلقى مكالمة من الرقم الأكثر شيوعًا في سجل مكالمات الهاتف، وهي امرأة تُدعى ليلى تُناديه باسم مارك. في اليوم التالي في العمل، يواجه غرانت هارو الذي يكشف أنه خادم للإلهة المصرية أميت. يهرب غرانت من هارو، لكنه يُجبر على البقاء في العمل تلك الليلة بمفرده لتعويض تأخره. يستدعي هارو مخلوقًا يشبه ابن آوى لمهاجمة غرانت، لكن "انعكاسه" يطلب منه السيطرة على جسدهما. يوافق جرانت، ويتحول إلى محارب يرتدي عباءة ويقتل ابن آوى.                                   |                        |                          |                                                                                  |                      |
| 2 | «استدعاء البذلة»       | آرون مورهيد وجاستن بنسون | مايكل كستلين                                                                     | 6 أبريل 2022         |
| يُلام غرانت على الضرر الذي سببه مخلوق ابن آوى، لعدم ظهوره على كاميرات المراقبة في المتحف، ويُطرد. يستخدم بطاقة المفتاح للوصول إلى خزانة حيث يجد الجعران. يتحدث مع "انعكاسه"، وهو شخص آخر في جسد غرانت يُعرّف عن نفسه بأنه المرتزق الأمريكي مارك سبيكتور، الصورة الرمزية الحالية لإله القمر المصري خونشو. يواجه غرانت ليلى، زوجة سبيكتور، التي لا تعلم بوجوده، قبل أن يُعتقل من قِبل ضباط الشرطة التابعين لهارو. يكشف هارو أنه كان الصورة الرمزية السابقة لخونشو حتى اختار بدلاً من ذلك اتباع أميت. يوضح أنه يريد استخدام الجعران للعثور على قبر أميت وإحياءها حتى تتمكن من تطهير البشرية من الشر بالقضاء على كل من ارتكب أو سيرتكب أعمالاً شريرة. تنقذ ليلى غرانت، لكن هارو يستدعي مخلوقًا آخر من نوع ابن آوى. تمكن غرانت من استدعاء بذلة خاصة به لمحاربة ابن آوى، لكنه تغلب عليه وسمح لسبيكتور بالسيطرة. قتل سبيكتور ابن آوى لكنه خسر الجعران لصالح هارو. هدد خونشو بأخذ ليلى كتجسيده التالي إذا فشل سبيكتور في إيقاف هارو. |                        |                          |                                                                                  |                      |
| 3 | «النوع الودود»         | محمد دياب                | بو ديمايو وبيتر كاميرون وصابر بيرزادا                                            | 13 أبريل 2022        |
| يكتشف هارو وأتباعه موقع مقبرة أميت في الصحراء المصرية. في القاهرة، يعاني كل من سبيكتور وجرانت من فقدان الوعي أثناء تتبعهما لخيط يؤدي إلى موقع هارو. بعد فشله في الحصول على معلومات، يدعو خونشو مجلسًا يضم زملائه الآلهة المصريين وتجسيداتهم لتحذيرهم من خطط هارو، لكن هارو ينجح في إنكار الاتهام. تطلب ياتزيل، تجسيد حتحور، من سبيكتور العثور على تابوت طائر الميدجاي الذي فيه موقع مقبرة أميت. تجد ليلى سبيكتور وتأخذه لمقابلة أنطون موغارت، أحد معارفها الذي يملك التابوت. يصل هارو ويدمره، مما يجبر سبيكتور وجرانت وليلى على قتال رجال موغارت والهروب إلى الصحراء. يجمع جرانت بعض أجزاء التابوت في خريطة نجمية، لكنها قديمة بألفي عام. استخدم خونشو قواه لإعادة سماء الليل إلى مكانها الصحيح لفترة وجيزة، مما سمح لغرانت وليلى بالعثور على قبر أميت. سجن الآلهة الآخرون خونشو في تمثال لهذا الغرض، تاركين جسد غرانت وسبيكتور بدون قوى خونشو.                                                                      |                        |                          |                                                                                  |                      |
| 4 | «القبر»                | جستن بينسون وآرون مورهيد | أليكس مينهان وبيتر كاميرون وصابر بيرزادا                                         | 20 أبريل 2022        |
| يجد جرانت وليلى مخيمًا مهجورًا في موقع مقبرة أميت، وهي متاهة على شكل عين حورس. يكتشفان أن بعض رجال هارو قد قُتلوا على يد كهنة مصريين زومبي، ثم هاجموا جرانت وليلى. تهزم ليلى الكهنة لكنها تواجه هارو، الذي يدعي أن سبيكتور كان أحد المرتزقة الذين قتلوا والدها عالم الآثار، عبد الله الفولي. يجد جرانت المقبرة ويكتشف أن آخر تجسيد لأميت كان الإسكندر الأكبر؛ يستعيد تمثال أميت من داخل جسد الإسكندر. تواجه ليلى سبيكتور بغضب، الذي يكشف أن شريكه قتل والد ليلى وسبيكتور نفسه قبل أن يعيد خونشو إحياء سبيكتور باعتباره تجسيده. يصل هارو ويطلق النار على سبيكتور، الذي يستيقظ في مستشفى للأمراض النفسية يسكنه أشخاص من حياته. بعد هروبه من هارو، الذي يظهر كمعالج نفسي في المستشفى، يجد سبيكتور غرانت في جسد منفصل محاصرًا في تابوت. كما يشاهدان تابوتًا ثانيًا بداخله شخص آخر محاصر، قبل أن تستقبلهما أنثى برأس فرس نهر.                                                                                                  |                        |                          |                                                                                  |                      |
| 5 | «مصحة الأمراض العقلية» | محمد دياب                | ريبيكا كيرش وماثيو أورتن                                                         | 27 أبريل 2022        |
| المرأة ذات رأس فرس النهر هي الإلهة المصرية تاوريت، التي تشرح أن سبيكتور وغرانت قد ماتا وأن "مستشفى الأمراض النفسية" عبارة عن قارب يبحر عبر "دوات"، الحياة الآخرة المصرية. تزن قلوبهما بميزان العدل لتحديد ما إذا كان بإمكانهما دخول حقل القصب، لكن القلوب مختلة بذكريات خفية تقترح عليهما استكشافها معًا. يرى غرانت ذكرى غرق شقيق سبيكتور الأصغر، راندال، ووالدة سبيكتور تلومه على ذلك، بينما يُري سبيكتور غرانت كيف أصبح تجسيدًا لخونشو أثناء مهمة مع شريكه بوشمان، الذي قتل والد ليلى. يقنع سبيكتور وغرانت تاوريت بمساعدتهما على العودة إلى عالم الأحياء لإيقاف هارو، فتقود القارب نحو بوابات أوزوريس. يشرح سبيكتور على مضض أنه خلق غرانت دون علمه نتيجة لإساءة والدتهما. يتصالح غرانت وسبيكتور، لكن كفتيهما لا تتوازنان، فتهاجمهما أرواح معادية، فتسحب غرانت إلى دوات حيث يتحول إلى رمال. تتوازن الكفتان، ويجد سبيكتور نفسه في حقل القصب.                                                                           |                        |                          |                                                                                  |                      |
| 6 | «الآلهة و الوحوش»      | محمد دياب                | سيناريو: جيريمي سلاتر وبيتر كاميرون وصابر بيرزادا قصة: دانييل إيمان وجيرمي سلاتر | 4 مايو 2022          |
| هارو يقتل تجسيدات الآلهة المصرية الأخرى ويحرر أميت. تجد ليلى تمثال خونشو وتطلق سراحه. يرفض سبيكتور البقاء في حقل القصب ويعود إلى دوات لإنقاذ جرانت. بمساعدة تاوريت، يهربون عبر بوابات أوزوريس ويستيقظون في أجسادهم. يتواصل خونشو معها مرة أخرى، فيستعيدان قواهما. تكتشف ليلى أنه يمكن إعادة تقييد أميت بواسطة تجسيدات متعددة وتوافق على أن تصبح الصورة الرمزية المؤقتة لتاوريت. وتنضم إلى سبيكتور وغرانت وخونشو في قتال هارو وأميت. يتغلب هارو على سبيكتور وغرانت، لكنهما يعانيان من فقدان الوعي وخلال ذلك الوقت يهزمان هارو بطريقة ما. يختم سبيكتور وليلى أميت في جسد هارو، ويسجنانها، ويحث خونشو سبيكتور على إعدام هارو وأميت. يرفض سبيكتور ويأمر خونشو بإطلاق سراحه وغرانت من خدمتهما. يجد الثنائي نفسيهما في "المستشفى"، ويختاران مواصلة حياتهما الجديدة في حماية العالم. في مشهد بين شارة النهاية، يُقتل هارو وأميت على يد جيك لوكلي، الشخصية البديلة الثالثة لسبيكتور، والذي لا يزال يعمل مع خونشو.            |                        |                          |                                                                                  |                      |

## الإستقبال
عُرض مسلسل "فارس القمر" لأول مرة في مارس 2022، وجذب حوالي 1.8 مليون أسرة أمريكية في أول 5 أيام من عرضه، معادلاً أداء مسلسل الصقر و جندي الشتاء. انخفضت نسبة مشاهدته قليلاً في منتصف الموسم، لكنها انتعشت خلال الحلقة الأخيرة والحلقة الخامسة المؤثرة. عالمياً، حقق المسلسل أداءً قوياً، لا سيما في أمريكا اللاتينية وأوروبا ومصر، حيث لاقت المواضيع الثقافية صدىً عميقاً. مقارنةً بمسلسلات مارفل الأخرى، حافظ المسلسل على مكانة راسخة، متفوقاً على السيدة مارفل والغزو السري، ولكنه أقل من لوكي. حافظ المسلسل على نسبة احتفاظ عالية بالمشاهدين، حيث أدى أداء أوسكار إسحاق والمواضيع النفسية إلى تفاعل قوي.

## روابط خارجية
- الموقع الرسمي
- فارس القمر على موقع IMDb (الإنجليزية)
- فارس القمر على موقع ميتاكريتيك (الإنجليزية)
- فارس القمر على موقع روتن توميتوز (الإنجليزية)
- فارس القمر على موقع فيلمافينيتي (الإسبانية)
- فارس القمر على موقع ليتربوكسد (الإنجليزية)
- فارس القمر على موقع كينوبويسك (الروسية)
- فارس القمر على موقع ميوزك برينز (الإنجليزية)
- فارس القمر على موقع قاعدة بيانات الفيلم (الإنجليزية)